# Сосновка (Асовское сельское поселение)
Сосновка — деревня в Берёзовском районе Пермского края. Входит в состав Асовского сельского поселения.

## Географическое положение
Расположена на левом берегу реки Сосновка (приток реки Барда), в 1,5 км к северу от ж/д станции Тулумбасы.

## Население
| 2010 |
| ---- |
| 23   |

## Топографические карты
- Лист карты O-40-92 Кордон. Масштаб: 1 : 100 000. Состояние местности на 1980 год. Издание 1986 г.